# Żółty Tydzień
Żółty Tydzień – akcja społeczna, której ideą jest edukacja na temat WZW A i B oraz popularyzacja szczepień ochronnych jako sprawdzonej profilaktyki tych chorób. Podczas Żółtego Tygodnia pacjenci mają ułatwiony dostęp do szczepionek przeciwko żółtaczce typu A (pokarmowej) lub typu B (wszczepiennej) po obniżonych kosztach. Akcja odbywa się dwa razy w roku:
- w marcu,
- na przełomie września i października.

Punkty szczepień biorące udział w akcji Żółty Tydzień oferują szczepionkę skojarzoną, uodparniającą przeciwko obu typom wirusa. Standardowy schemat szczepienia składa się z 3 dawek – pierwszą dawkę podaje się w dowolnie wybranym terminie, drugą dawkę po upływie 1 miesiąca, a trzecią po upływie 6 miesięcy od podania pierwszej dawki. Podawane są również szczepionki monowalentne, które chronią przed jednym z typów wirusa.
W przypadku WZW typu A podaje się szczepionkę w 2 dawkach w odstępie 6-12 miesięcy.
W przypadku WZW typu B podstawowy schemat szczepienia obejmuje 3 dawki - druga podawana jest miesiąc od pierwszego szczepienia, a trzecią po 6 miesiącach od pierwszej dawki. Tylko przyjęcie pełnego cyklu szczepienia zapewnia długotrwałą ochronę przed zakażeniem wirusem zapalenia wątroby typu A i typu B.
Rozpoczęcie cyklu szczepień w czasie Żółtego Tygodnia gwarantuje przyjmowanie kolejnych dawek (przypadających zwykle już po zakończeniu akcji) po cenach niższych, obowiązujących w Żółtym Tygodniu. Dokładne ceny ustalają poszczególne punkty szczepień.